# Nyctosia tenebrosa
Nyctosia tenebrosa är en fjärilsart som beskrevs av Walker 1866. Nyctosia tenebrosa ingår i släktet Nyctosia och familjen björnspinnare. Inga underarter finns listade i Catalogue of Life.